# Jan Kašpar II. z Ampringenu
Jan Kašpar II. z Ampringenu (19. ledna 1619 – 9. září 1684, Vratislav) byl velmistrem Řádu německých rytířů. Od roku 1682 až do své smrti byl vrchním hejtmanem Slezska a bruntálský kníže.

## Život
Jan Kašpar z Ampringenu pocházel ze šlechtické rodiny z německého Breisgau. Jeho rodiči byli Jan Kryštof z Ampringenu a Zuzana z Landsberga. Byl vzdělán jezuity. Sloužil v císařských službách. V roce 1646 vstoupil do Řádu německých rytířů, následně byl v roce 1650 komturem v Bad Mergentheimu a v roce 1654 ve Würzburgu. Následně získal pozici rádce a tajného rady.
Jako zemský kontur v rakouské bailii vedl od roku 1660 kampaň na ochranu chorvatské hranice s ohledem na války s Osmanskou říši a druhým důvodem bylo zřízení náboženských řádů v této oblasti. Jako zástupce svého řádu u císařského dvora ve Vídni patřil od roku 1662 k členům direktoria z důvodu nezletilosti arcivévody Karla I. Josefa Habsburského, který měl zastávat úřad velmistra. Po smrti arcivévody Karla I. Josefa v roce 1664 byl Jan Kašpar II. z Ampringenu zvolen velmistrem řádu. V roce 1670 započal rozsáhlou rekonstrukci zámku v Bruntále. V roce 1672 zrušil nevolnictví na svém bruntálském panství. V 1673 byl císařem Leopoldem I. jmenován vojenským a civilním gubernátorem Uher, kterého se v roce 1679 z důvodu neúspěchů vzdal. V Bratislavě mimo jiné zřídil mimořádný soud, který odsoudil více než sto evangelických kněží a učitelů do vyhnanství a na galeje a některé k smrti. Na bruntálském panství se zasloužil o rozvoj řemesel, průmyslu a školství. Nechal zbudovat mimo jiné hamry v Ludvíkově a v Karlově Studánce.V roce 1682 byl Jan Kašpar II. z Amringenu jmenován vrchním hejtmanem Slezska a knížetem bruntálským. Zemřel v roce 1684 ve Vratislavi.

## Heraldika

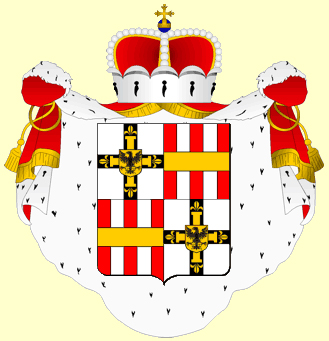
erb Jana Kašpara II. z Ambringenu